# X2 (Six Flags Magic Mountain)
X2 (vroeger X) is een 4 dimensionale achtbaan in Six Flags Magic Mountain in Valencia.
Het was 's werelds eerste vierdimensionale achtbaan en was de laatste gebouwd door Arrow Dynamics. Het is uniek dat de stoelen 360 graden voorwaarts en achterwaarts kunnen draaien. De baan opende op 12 januari 2002 en sloot op 2 december 2007 voor een aantal aanpassingen. De achtbaan werd heropend op 24 maart 2008.

## Algemene informatie
X2 was een uniek prototype waarin de stoelen 360 graden voorwaarts en achterwaarts gecontroleerd konden laten draaien. Dit is mogelijk doordat er vier rails vast zitten aan de baan. 2 daarvan zijn voor de voorwaartse beweging van de achtbaan en twee voor de rotatie van de stoelen. Om dit systeem te ontwikkelen was veel geld nodig. De bouwer van de baan, Arrow Dynamics, ging dan ook failliet tijdens de bouw van de achtbaan door de hoge kosten en door de rekeningen die zij niet meer konden betalen.
X2 klimt naar 53 meter met als hoogste punt 58 meter van de grond. De eerste val is vanaf 65,5 meter hierdoor haalt de trein een maximale snelheid van 122 km/u. De 1100 meter lange baan heeft de volgende inversies: Inside Raven Turn, Fly To Lie, Outside Raven Turn en een. Fly To Lie.

## Aanpassingen
Op 1 november 2007 maakte Six Flags Magic Mountain bekend dat X zou sluiten voor een aantal aanpassingen op de populaire 'Thrill Ride'. X sloot op 2 december 2007 en kreeg nieuwe treinen en de hele baan werd opnieuw geverfd. Alle aanpassingen kosten bij elkaar 10 miljoen dollar. X opende op 24 mei 2008 met de nieuwe naam X2, nieuwe treinen en overschildering.